# Francysk Skaryna

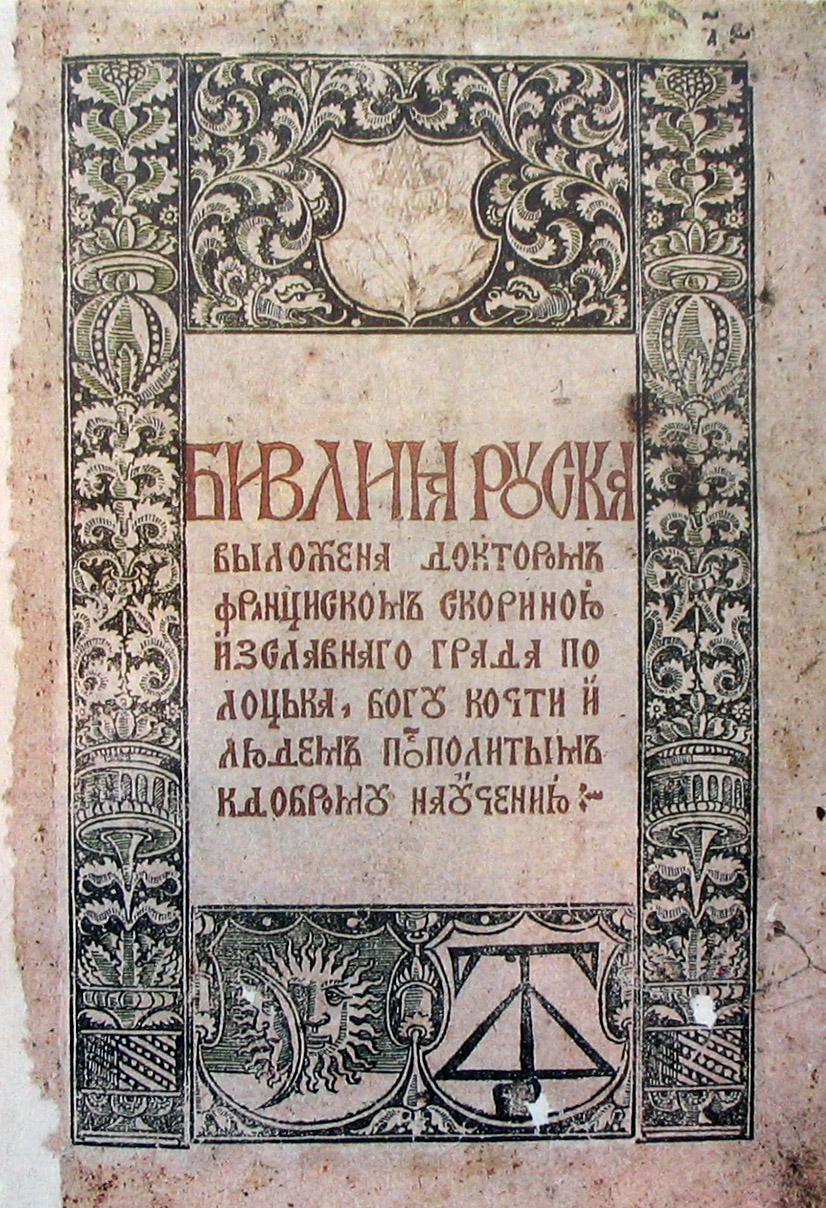
Página de título da Bíblia de Skaryna

Francysk Skaryna (transcrições alternativas de seu nome: Francišak Skaryna ou Francisk Skaryna; em latim: Franciscus Scorina, em bielorrusso: Францыск (Францішак) Скарына be; em polonês/polaco: Franciszek Skaryna, em tcheco/checo: František Skorina; 1470 – 1551/29 de janeiro de 1552) foi um bielorrusso humanista, médico e tradutor. É conhecido por ser um dos primeiros impressores de livros no Grão-Ducado da Lituânia e em toda a Europa Oriental, estabelecendo as bases para o desenvolvimento da  ru da língua eslava eclesiástica.

## Vida inicial e educação
Skaryna nasceu em uma família rica de Polotsk, que na época era um importante centro comercial e manufatureiro do Grão-Ducado da Lituânia. Seu pai, Luka Skaryna, era um comerciante que negociava com alguém conhecido como Doronya Ivanov, de Velikiye Luki. O irmão mais velho de Skaryna, Ivan, também era comerciante. Os irmãos possuíam propriedades, possivelmente ancestrais, em Polotsk.
Pesquisas indicam que Skaryna nasceu em 1470. O ano de 1490 é frequentemente proposto com base na suposição de que ele tinha 14 anos quando veio estudar em Cracóvia em 1504. A data é um limite superior; embora novos estudantes menores de 14 anos fossem raros, os mais velhos não eram incomuns, e Skaryna poderia ter começado seus estudos aos 18 anos ou mesmo mais velho.  be sugeriu que o sol e a lua sobrepostos no emblema pessoal de Skaryna indica que ele nasceu por volta da época do eclipse solar de 1486, que foi observado em Polotsk.:154–156
Acredita-se que ele recebeu sua educação primária em Polotsk e possivelmente em Vilnius. Em 1504, Skaryna está registrado como estudante na Universidade Jaguelônica. Em 1506, ele se formou com um diploma de Bacharel em Artes. Em 1512, após passar em todos os testes exigidos, ele recebeu um doutorado em medicina na Universidade de Pádua na Itália. Registros sugerem que ele solicitou fazer seu exame em Pádua, mas não havia estudado na cidade. Anteriormente, ele obteve um diploma de "artium doctor", mas a data e o local exatos são desconhecidos.

## Vida posterior
Skaryna chegou a Praga em 1517. De acordo com uma hipótese, ele havia sido estudante na Universidade Carlos em Praga, mas não há evidência documental disso. No mesmo ano, ele alugou uma casa impressora de um comerciante chamado Severin em Praga e começou a publicar uma nova tradução da Bíblia com seus próprios prefácios.
Em 6 de agosto de 1517, sua primeira edição,  be, foi lançada. "O Saltério" compreende quase todos os livros bíblicos das Sagradas Escrituras. Ele lançou novos livros periodicamente ao longo dos próximos meses (10 de setembro, 6 de outubro, 5 de dezembro, 2 de janeiro de 1518, 9 de janeiro e 19 de janeiro). Então, em 10 de agosto de 1518, ele publicou quatro livros ao mesmo tempo. O ápice do trabalho de sua vida foi imprimir uma tradução da Bíblia em vinte e três livros de 1517 a 1519.
Em 1522, Skaryna abriu a primeira casa impressora em Vilnius. Ele publicou " be", seguido por "Apostol" em 1525. "Apostol" foi lançado na mesma ordem em que é usado no culto Ortodoxo agora.
No final da década de 1520 ou início da década de 1530, ele visitou Moscou. Ele desejava distribuir seus livros em Moscou, mas não teve sucesso.
Skaryna casou-se com Margarita, a viúva de um conselheiro da cidade de Vilnius. Em 1529, após a morte de seu irmão, ele foi a Poznań e obteve uma parcela da propriedade de Ivan. Em 1530, ele se mudou com sua esposa para Königsberg, mas logo retornaram a Vilnius.
Em 1532, ele trabalhou como médico e secretário de João, Bispo de Vilnius. Após dois anos, credores de seu falecido irmão Ivan consideraram Skaryna como o principal herdeiro do irmão e o prenderam em Poznań. Ele ficou lá por vários meses. Roman Skaryna, filho de Ivan e sobrinho de Francysk, ajudou ativamente seu tio, encontrando-se com o Rei Sigismundo I. Quando Skaryna foi libertado, ele enviou uma carta de reclamação com uma contra-alegação contra os credores ao Rei. Em resposta à carta, ele recebeu dois certificados de privilégio real (datados de 21 e 25 de novembro de 1532). Esses certificados o isentaram da jurisdição de todas as autoridades, exceto o Rei.
A última informação sobre Skaryna é mencionada nos arquivos de 1534. Ele se mudou de Vilnius para Praga. Ele provavelmente serviu no jardim real em Praga até sua morte.:163 De acordo com algumas teorias, Skaryna ensinou como professor na Universidade Carlos em Praga. Presume-se que ele morreu em algum momento entre 1551 e 29 de janeiro de 1552.
Em 1552, seu filho Simeon Rus Skaryna recebeu um certificado real, segundo o qual ele, como único herdeiro, recebeu toda a propriedade de seu pai. A propriedade incluía manuscritos, cartas e livros.

## Religião
Não se sabe ao certo se Skaryna era católico ou ortodoxo. Seu nome é católico, mas frequentemente se sugere que ele o mudou antes de entrar na universidade. Uma única cópia de um documento em que ele é chamado de Georgius Franciscus em vez de apenas Franciscus deu origem a uma teoria de que Georgius era seu nome original; hoje, no entanto, é amplamente aceito como um erro do escriba (a leitura presumivelmente correta sendo egregius Franciscus, "venerável Francysk"). De qualquer forma, a teoria uma vez popular de que ele mudou seu nome de Georgius para Franciscus para poder entrar na universidade não é apoiada por evidências: o nome Georgius era igualmente popular entre católicos e ortodoxos na região, e no ano de Skaryna havia mais estudantes chamados Georgius do que Franciscus em Cracóvia.:157
Em 1552, após a morte de Skaryna (e muito depois de sua partida final do país), o Rei Sigismundo Augusto mencionou em uma carta que um homem de seu país imprimiu uma tradução da Bíblia e tentou vender sua edição em Moscou, mas os livros foram queimados lá porque haviam sido produzidos "por um súdito da Igreja Romana". Os livros mencionados na carta são provavelmente os de Skaryna.:488

## Atividades de publicação
Skaryna dedicou sua vida à publicação dos textos bíblicos. Ele procurou tornar a Bíblia mais disponível para as pessoas comuns e escrevê-la em uma linguagem acessível. Skaryna também compôs prefácios para suas edições, nos quais enfatizava que o propósito de suas atividades de publicação era ajudar as pessoas comuns a "se familiarizarem com a sabedoria e a ciência". Ele contribuiu para o desenvolvimento da língua literária bielorrussa. Esta Bíblia tornou-se a segunda Bíblia impressa no mundo eslavo, seguindo a publicação de uma edição tcheca.

### Livros

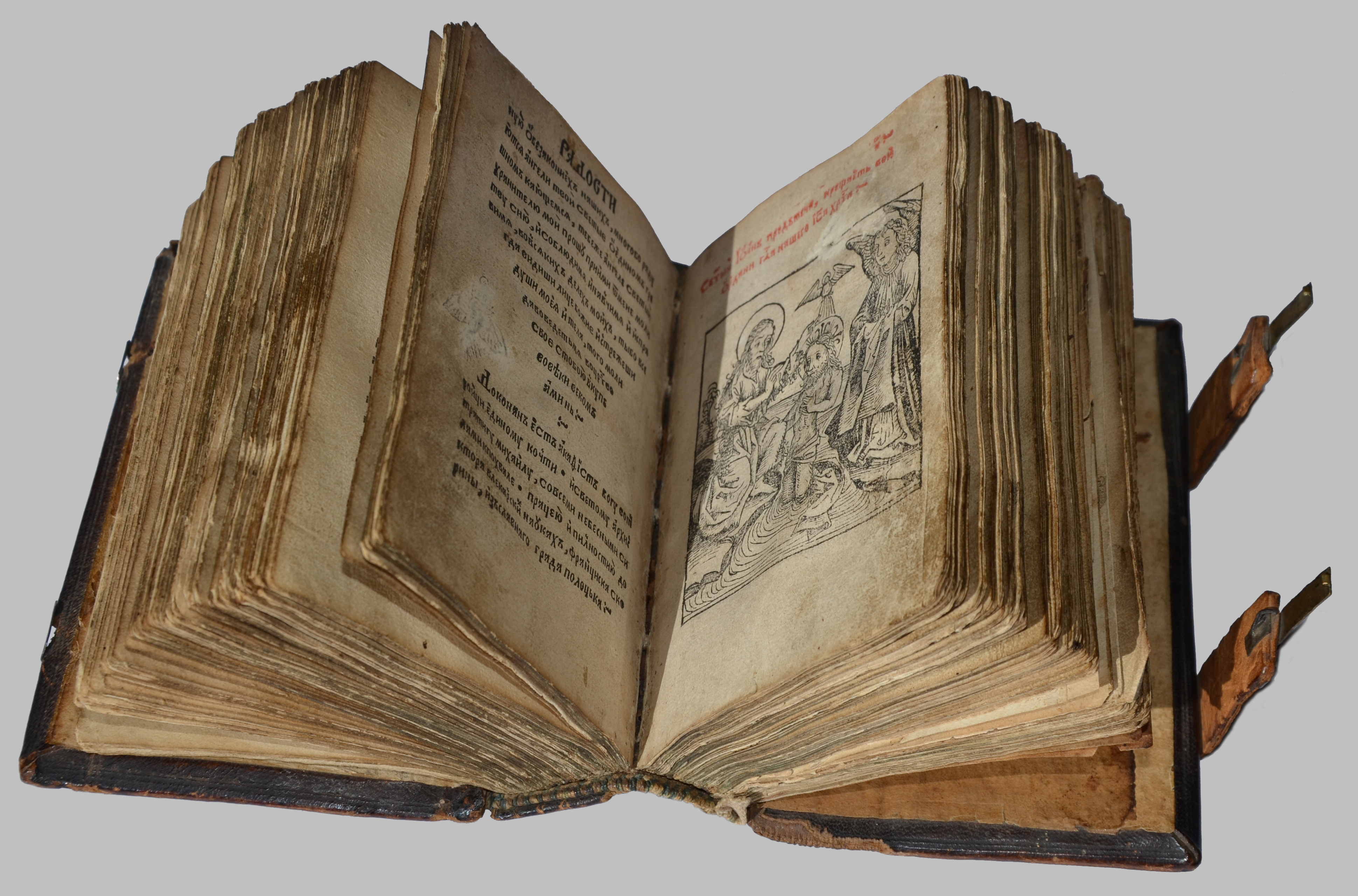
O Pequeno Livro do Viajante (Ruteno: Малая подорожная книжка), impresso em Vilnius, em 1522

Em 1517, Skaryna iniciou sua carreira editorial em Praga. Ele imprimiu seu Saltério e depois vinte e dois livros do Antigo Testamento sob o nome compartilhado Biblia Ruska. Seus livros eram diferentes das Bíblias impressas da Europa Ocidental daquela época, pois eram todos publicados no formato quarto. As edições da Bíblia de Skaryna foram impressas na língua eslavo eclesiástico com muitas palavras rutenas. Linguistas bielorrussos também podem identificar a influência das línguas polaca e língua tcheca.
Os livros de Skaryna contribuíram para o desenvolvimento da  ru da língua eslava eclesiástica.
A Bíblia de Skaryna desafiou as regras existentes daquela época. Ela contém texto do editor, seus comentários, prefácios e posfácios. Além disso, contém impressões com sua imagem. É o único caso desse tipo na história da publicação de Bíblias na Europa Oriental.
Todas as edições de Skaryna são muito raras hoje, especialmente aquelas publicadas em Vilnius. Cópias são armazenadas em bibliotecas em Minsk, Moscou, São Petersburgo, Kiev, Vilnius, Lviv, Londres, Praga, Copenhague e Cracóvia.

## Legado

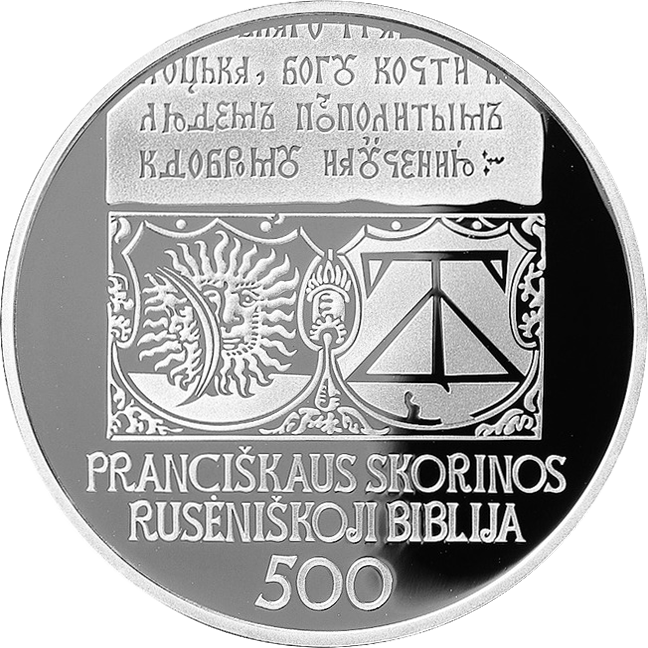
Uma moeda comemorativa lituana de 20 euros dedicada à Bíblia Rutena de Skaryna (2017)

A língua na qual Francysk Skaryna imprimiu seus livros era baseada no eslavo eclesiástico, mas com um grande número de palavras bielorrussas, e, portanto, era mais compreensível para os habitantes das terras rutenas do Grão-Ducado da Lituânia (o território da moderna Bielorrússia). Skaryna foi um dos pioneiros da publicação em escrita cirílica, mas não o primeiro: o Oktoikh foi publicado por Schweipolt Fiol em 1491. Embora ele tenha usado uma língua eslava oriental, é difícil determinar precisamente que língua ele usou, já que não havia uma língua bielorrussa padrão naquela época. Alguns pesquisadores sustentam que os livros de Skaryna estavam em eslavo eclesiástico fortemente saturado com ruteno.
Alguns estudiosos bielorrussos veem Skaryna como um homem renascentista, no mesmo nível de Copérnico e Erasmo, cujo trabalho nas terras eslavas foi parte da Reforma europeia.
Em diferentes épocas, cinco ruas em Minsk, a capital da Bielorrússia, foram nomeadas em homenagem a Francysk Skaryna; apenas uma permanece no mapa: o Antigo Caminho de Barysau (Starabarysauski trakt) foi renomeado para  be (vulica Skaryny) em 2005.
Duas condecorações são concedidas na Bielorrússia em honra de Skaryna: a Medalha de Francysk Skaryna, e a Ordem de Francysk Skaryna. Há monumentos a Francysk Skaryna em Polotsk, Minsk, Lida, Vilnius, Chisinau e Praga.
Várias organizações culturais são nomeadas em homenagem a Skaryna, particularmente a Sociedade da Língua Bielorrussa Frantsishak Skaryna na Bielorrússia, e o Museu e Biblioteca Bielorrussa Francis Skaryna em Londres. A Universidade Estadual de Homyel é nomeada em homenagem a Skaryna.
Em 1991, Skaryna foi retratado na moeda de um rublo da União Soviética.